# زن خطرناک (فیلم ۱۹۹۳)
یک زن خطرناک (به انگلیسی: A Dangerous Woman) یک فیلم درام و عاشقانه آمریکایی محصول ۱۹۹۳ به کارگردانی استیون جیلنهال است. فیلمنامه توسط همسرش نائومی فونر نوشته شده است که بر اساس رمانی به همین نام اثر مری مک گری موریس است. دبرا وینگر، باربارا هرشی و گابریل بیرن در این فیلم به ایفای نقش پرداخته‌اند. این بازیگری شامل دو فرزند جیلنهال و فونر، جیک و مگی بود که بعدها حرفه بازیگری را توسعه دادند.
دبرا وینگر برای بازی خود نامزد جایزه گلدن گلوب شد و همچنین برنده بهترین بازیگر زن در جشنواره بین‌المللی فیلم توکیو شد.

## داستان
مارتا هورگان، یک زن ساده لوح با نقص فکری که با عمه‌اش فرانسیس در یک شهر کوچک زندگی می‌کند، به خاطر همیشه راست گفتن مشهور است. او علیرغم مشکلات روانی برای داشتن یک زندگی عادی تلاش می‌کند. او پس از اتهام دزدی از صندوق، از کار در خشکشویی محلی اخراج می‌شود. او معتقد است که دزدی توسط گتسو، دوست پسر همکارش بردی انجام شده است و ...